# Markos Botsaris
Markos Botsaris (en griego: Μάρκος Μπότσαρης, en albanés: Marko Boçari), c. 1788-21 de agosto de 1823) fue un general y héroe de la guerra de Independencia de Grecia y capitán de los Souliotes (grupo militar de origen étnico albanés). Botsaris o Boçari es uno de los héroes nacionales de Grecia más venerados.

## Infancia
Botsaris nació en uno de los clanes líderes de los Souliotes en Epiro. Fue el segundo hijo del capitán Kitsos Botsaris, que fue asesinado en Arta en 1809 bajo las órdenes de Ali Pasha. El clan de los Botsaris procede de la ciudad de Dragani (hoy Ambelia), cerca de Paramythia.

## Ejército francés y repatriación a Souli
En 1803, después de la captura de Souli por Ali Pasha, los Botsaris y el resto de los Souliotes cruzaron sobre las islas Jónicas, donde Markos sirvió en el regimiento albanés del ejército francés durante 11 años convirtiéndose en uno de los oficiales del regimiento.
En 1814, se unió a la sociedad griega patriótica conocida como Filiki Eteria. En 1820, con otros souliotes, regresó a Epiro y luchó contra Ali Pasha en el ejército otomano en el cerco de Ioannina, pero pronto los souliotes cambiaron de bando y lucharon contra el ejército otomano con las tropas de Ali Pasha, a cambio de su antigua región, el Souli.

## Guerra griega de independencia
En 1821, Botsaris tomó parte en la revolución contra el Imperio otomano. Él y otros capitanes souliotes, incluyendo a Kitsos Tzavelas, Notis Botsaris, Lampros Veikos y Giotis Danglis alistaron solo compañeros souliotes en sus bandas. En el estallido de la Guerra de Independencia griega, se distinguió por su valentía, tenacidad y habilidad como un líder partidista en los combates en el oeste de Grecia y brilló en la defensa de Missolonghi durante elprimer sitio de la ciudad (1822-1
En la noche del 21 de agosto de 1823 dirigió el célebre ataque sobre Karpenisi de 350 suliotas contra 1.000 soldados otomanos que formaban la vanguardia del ejército con el que Mustai Pasha, el Pasha otomano albanés de Shkoder, estaba avanzando para reforzar a los sitiadores. Botsaris planeaba capturar a Mustai Pasha como prisionero durante la escaramuza pero fue alcanzado en la cabeza por un disparo y asesinado.
Botsaris fue enterrado con todos los honores en Missolonghi. Después de que los otomanos conquistaron la ciudad, en 1826, su tumba fue profanada por los grupos otomano albaneses.

## Familia y compañeros
Muchos de los miembros de su familia se convirtieron en figuras clave de la política griega. El hermano de Markos, Kostas (Constantine) Botsaris, que también luchó en Karpenisi y completó la victoria, sobrevivió para convertirse en un respetado general y diputado en el reino griego. Murió en Atenas el 13 de noviembre de 1853. El hijo de Markos, Dimitrios Botsaris, nació en 1813, fue tres veces ministro de guerra durante el reinado de Otón I de Grecia and Jorge I de Grecia. Murió en Atenas el 17 de agosto de 1870. Su hija, Katerina Botsaris, estuvo al servicio de la reina Amalia de Oldemburgo.
Evangelos Zappas, el conocido benefactor y fundador de los Juegos Olímpicos modernos, fue ayuda de campo y amigo cercano de Markos Botsaris.

## Legado
Muchos filohelenos que han visitado Grecia han admirado el valor de Botsaris y muchos poetas han escrito poemas inspirados en él. El poeta americano Fitz-Greene Halleck escribió un poema titulado "Marco Bozzaris", el suizo Juste Olivier también escribió un poema premiado dedicado a él, en 1825. El poeta griego, Dionysios Solomos, compuso un poema titulado "Sobre Markos Botsaris", donde compara el duelo por el cuerpo de Botsaris con la lamentación de Hector, según se describe en el último libro de la Iliada. Su memoria aún se recuerda en célebres canciones populares de Grecia.
Botsaris también es considerado el autor del lexicón Griego-Albanés escrito en Corfú en 1809, ante la insistencia de François Pouqueville, general y cónsul de Napoleón Bonaparte en la corte de Ali Pasha en Ioánnina. El diccionario es muy importante para el conocimiento del extinto dialecto Souliote. Sin embargo, aunque el libro es conocido como el diccionario de Botsaris, el profesor Xhevat Lloshi ha sostenido en varios trabajos que Botsaris no habría podido escribir el diccionario por sí mismo debido a su juventud y a una nota de Pouqueville que claramente manifiesta que el diccionario fue esbozado bajo el dictado del padre de Markos, tío y futuro padrino.
En la música griega , hay varias canciones folclóricas dedicadas a Botsaris, como un Tsamiko de Grecia central, conocido como "Canción de Markos Botsaris" (Griego: του Μάρκου Μπότσαρη) y desde la minoría griega de Albania del sur (Epiro norte) (Καημένε Μάρκο Μπότσαρη). En la música albanesa (Albanés: Marko Boçari) hay una canción polifónica del siglo XIX titulada "Canción de Marko Boçari desde Suli" (Albanés: Kënga e Marko Boçarit nga Suli) lamentando su muerte. También se escribieron dramas populares y canciones infantiles después de su muerte.
Botsaris aparecía en la cara inversa de la moneda griega de 50 leptones de 1976-2001. También aparece a menudo en pósteres que adornan clases, oficinas gubernamentales y dependencias militares, como miembro del panteón nacional de héroes griegos.